# Pax Pils

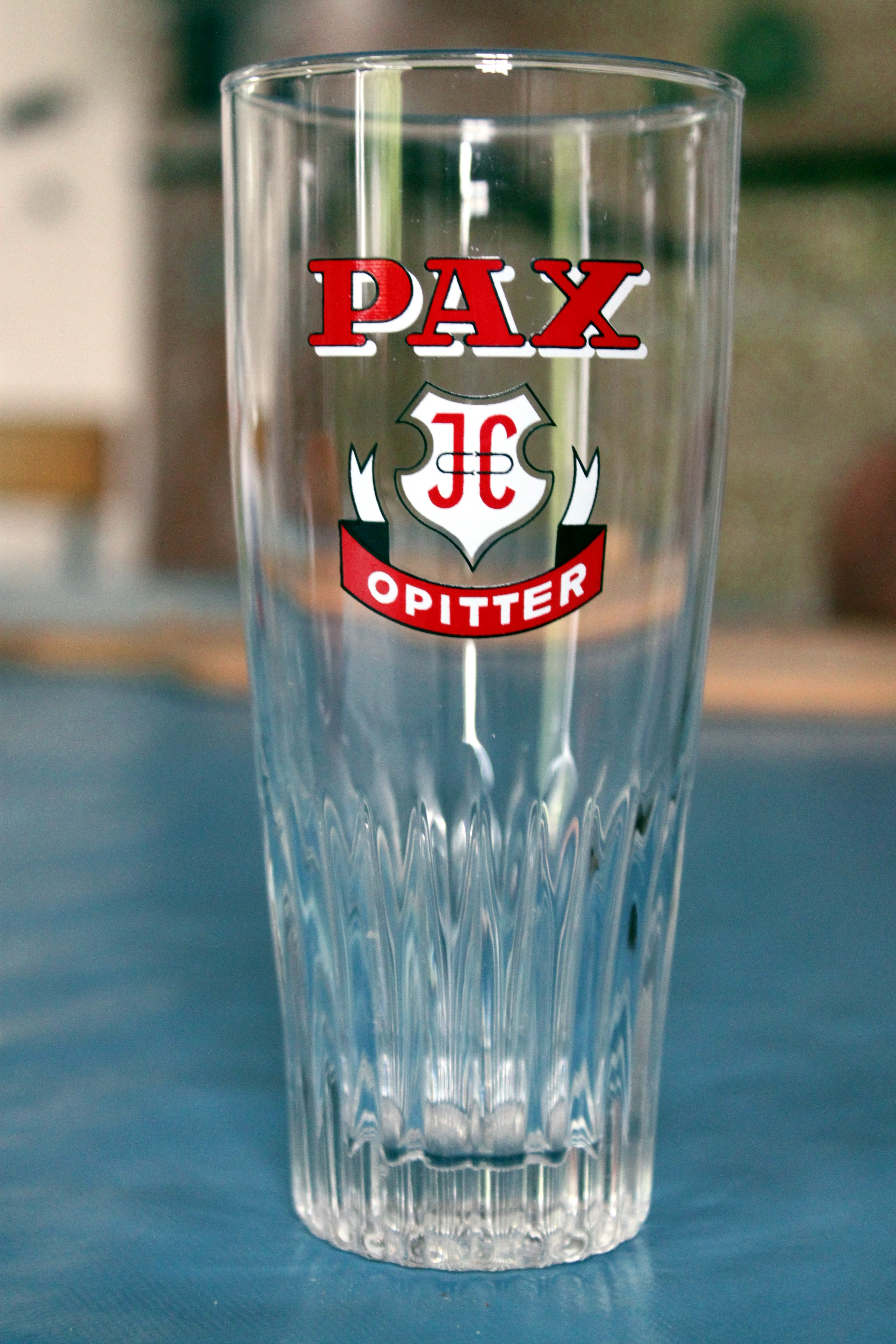
Een oud Pax Pilsglas

Pax Pils is een Belgisch bier van lage gisting.
Het bier wordt sinds 1937 gebrouwen in Brouwerij Cornelissen te Opitter. Het is een pils met een alcoholpercentage van 5%. Vroeger had het een alcoholpercentage van 4,6%. Dit bier is verkrijgbaar in een ton van 30 l en 50 l, in flesjes van 25 cl en blikjes van 33 cl en 50 cl. Bierkenner Michael Jackson beoordeelde het bier positief.

## Onderscheidingen
- 1979: Bekroond met de Gouden Kwaliteitsmedaille.
- 1997: Bekroond met de Gouden Kwaliteitsmedaille.

## Etiketbieren
Er werden reeds verschillende etiketbieren van Pax Pils op de markt gebracht:
- Brussels Gold
- Brussels Pils
- Keyser of Keyser Pilsener: dit bier was bestemd voor de Nederlandse markt. Sinds 1987 werd het gebrouwen door Bavaria als een etiketbier van Bavaria Pilsener[3], maar vanaf 1991 werd het een etiketbier van Pax Pils.[4]. Op de etiketten verscheen dan ook het opschrift: "Gebrouwen in België".[5]
- Parbo Bier: Parbo Bier is een Surinaams bier, maar was steeds eigendom van Nederlandse brouwerijen. Vroeger werd Parbo Bier echter eveneens gebrouwen door brouwerij Huyghe, brouwerij Strubbe en brouwerij Cornelissen.[6] Bij deze laatste was het een etiketbier van Pax Pils.
- Ras Super Pils[7]

## Veroordeling
In 2009 werd de brouwer samen met 2 West-Vlaamse drankhandelaars veroordeeld, omdat ze tussen 2000 en 2005 Pax Pils hadden verkocht als Jupiler en Primus. Ze hadden Pax Pils in vaten van de andere bieren gedaan.